# Nannodioctria australis
Nannodioctria australis is een vliegensoort uit de familie van de roofvliegen (Asilidae). De wetenschappelijke naam van de soort is voor het eerst geldig gepubliceerd in 1975 door Adisoemarto & Wood.